# Trampolino elastico ai Giochi mondiali 2022
Le competizioni di Trampolino elastico ai Giochi mondiali 2022 si sono svolte dal 15 al 17 luglio 2022 al Birmingham–Jefferson Convention Complex. di Birmingham in Alabama, negli Stati Uniti d'America. L'evento era originariamente stato calendarizzato nel luglio 2021, ma i Giochi mondiali sono stati riprogrammati per l'anno successivo a seguito del rinvio dei Giochi olimpici estivi di Tokyo 2020, dovuto all'insorgere dell'emergenza sanitaria causata dalla pandemia di COVID-19.

## Podi

### Uomini
| Specialità             | Oro          | Argento        | Bronzo            |
| Doppio mini (dettagli) | David Franco | Daniel Schmidt | Ryohei Taniguchi  |
| Tumbling (dettagli)    | Kaden Brown  | Axel Duriez    | Rasmus Steffensen |

### Donne
| Specialità             | Oro                    | Argento      | Bronzo         |
| Doppio mini (dettagli) | Melania Rodriguez      | Bronwyn Dibb | Lina Sjöberg   |
| Tumbling (dettagli)    | Candy Brière-Vetillard | Miah Bruns   | Breanah Cauchi |

## Medagliere
| Posiz. | Nazione       | Oro | Argento | Bronzo | Totale |
| ------ | ------------- | --- | ------- | ------ | ------ |
| 1      | Spagna        | 2   | 0       | 0      | 2      |
| 2      | Francia       | 1   | 1       | 0      | 2      |
| 2      | Stati Uniti   | 1   | 1       | 0      | 2      |
| 4      | Germania      | 0   | 1       | 0      | 1      |
| 4      | Nuova Zelanda | 0   | 1       | 0      | 1      |
| 6      | Australia     | 0   | 0       | 1      | 1      |
| 6      | Danimarca     | 0   | 0       | 1      | 1      |
| 6      | Giappone      | 0   | 0       | 1      | 1      |
| 6      | Svezia        | 0   | 0       | 1      | 1      |
| Totale | Totale        | 4   | 4       | 4      | 12     |